# Gioiella
Gioiella (лат.) — род одиночных ос (Eumeninae).

## Описание
От близких родов ос отличается следующими признаками: скутеллюм выпуклый медиально, с латеральными пластинчатыми килями и продольно полосатый; тергит II без выступов. Тегулы увеличены, почти такие же, как щитик, закруглены сзади. Метанотум двузубчатый. Тегулы сужаются кзади, достигая заднего конца паратегул. Пронотум шире длины в дорсальном виде; тергит I длиннее ширины в дорсальном виде; задний конец тергита II с неглубокой впадиной. Тергит I более чем в 0,5 раза шире тергита II в дорсальном виде. Средние голени с одной шпорой. Переднее крыло с первой и второй возвратными жилками, исходящими в субмаргинальной ячейке II.

## Классификация
В мировой фауне известно 3 вида. Афротропика.
- Gioiella insecutor (Giordani Soika, 1951)
- Gioiella katonai (Schulthess, 1913)
- Gioiella kristenseni (Meade-Waldo, 1915)